# Pablo Coseriu
Pablo Coseriu (* 4. Juni 1958 in Montevideo, Uruguay) ist ein uruguayisch-deutscher Jurist. Er war von 2007 bis 2021 Richter am Bundessozialgericht (seit 2017 als Vorsitzender Richter).

## Leben
Coseriu wurde in Uruguay als Sohn einer Italienerin und eines Uruguayers geboren. Im Februar 1989 erhielt er die deutsche Staatsbürgerschaft.
Zu Beginn seines Berufslebens ging Coseriu einer Tätigkeit als Rechtsanwalt nach. 1990 wechselte er in den Justizdienst und wurde zunächst Richter auf Probe mit Dienstleistungsauftrag am Sozialgericht Kassel. Von März 1993 bis August 1993 erfolgte seine Abordnung an das Justizministerium Thüringens. Währenddessen wurde er im Mai 1993 zum Richter am Sozialgericht Kassel ernannt. Von 1993 bis 2006 wirkte er als Präsidialrichter am Landessozialgericht Thüringen, wo im Mai 1995 die Ernennung zum Richter erfolgte. Seit dem 1. Oktober 1998 war er Vorsitzender Richter am Thüringer Landessozialgericht. Am 21. Juni 2007 wurde er schließlich nach Übergabe der Ernennungsurkunde durch Staatssekretär Kajo Wasserhövel mit Wirkung zum 1. Juli 2007 zum Richter am Bundessozialgericht ernannt. Am 20. Juni 2017 folgte seine Ernennung zum Vorsitzenden Richter am Bundessozialgericht. Ihm wurde der Vorsitz des für Angelegenheiten der Sozialhilfe und des Asylbewerberleistungsgesetzes zuständigen 7./8. Senats übertragen.
Das Arbeitsförderungsrecht und die Grundsicherung für Arbeitsuchende bilden den Schwerpunkt Coserius publizistischer Tätigkeit.